# Língua kalam
Kalam é uma língua Kalam de Papua-Nova Guiné. Está intimamente relacionad à língua kobon com a qual compartilha muitos recursose idioma. Kalam é falado em Middle Ramu de Madang (província) e em Mount Hagen, Terras Altas Ocidentais.
Graças a décadas de estudos de antropólogos como Ralph Bulmer e outros, Kalam é uma das línguas da Nova Guiné mais estudadas até hoje.

## Dialetos
Existem dois dialetos distintos do Kalam que são beme distinguíveis um do outro.
- Etp, com 20 mil falantes, está centralizada nos vales superior de Kaironk e superior.
- Ti, com 5.000 falantes está centrado no vale do Asai. Inclui a variante Tai

A língua kobon é bem relacionada.

## Pandanus
O Kalam possui uma elaborada língua pandanus (de evasão) usada durante a colheita da noz karuka, o qual que foi amplamente documentado. O idioma Kalam pandanus, chamada  alŋaw mnm (língua pandanus) ou  ask-mosk mnm (língua para evasão), que também é usada ao comer ou cozinhar carne de casuar.

## Fonologia

### Consoantes
|                                | bilabial | Dental-alveolar | Dental Palatal | Palatal | Velar | Labio-velar |
| ------------------------------ | -------- | --------------- | -------------- | ------- | ----- | ----------- |
| Oclusiva surda                 | p        | t               | c              |         | k     |             |
| Fricativa surda                |          | s               |                |         |       |             |
| Oclusiva pré-nasalizada sonora | b        | d               | j              |         | g     |             |
| Nasal oclusiva                 | m        | n               | ɲ              |         | ŋ     |             |
| Lateral                        |          | l               |                |         |       |             |
| Semivogal                      |          |                 |                | j       |       | w           |

### Vogais
|         | Anterior | Central | Posterior |
| ------- | -------- | ------- | --------- |
| Fechada | (i)      |         | (u)       |
| Medial  | e        |         | o         |
| Aberta  |          | a       |           |

## Evolução
Abaixo estão alguns reflexos de Kalam da língua Proto-Trans-Nova Guiné propostos por Andrew Pawley (2012, 2018). Data is from the Etp dialect unless otherwise noted. Data from Ti, the other one of the two major dialects is also given when noted.
| Proto-Trans-Nova Guiné                    | Kalam                                                  |
| ----------------------------------------- | ------------------------------------------------------ |
| (?) *'morder'                             | su-                                                    |
| * (mb, m) elak 'luz, raio, brilho'        | melk [melɨk] 'luz'                                     |
| * [w] ani 'quem?'                         | a                                                      |
| * sou (a, i) 'mãe'                        | ami                                                    |
| * ambi 'homem'                            | b [mb]                                                 |
| * apus [i] 'avô'                          | aps [aβɨs] 'avó'                                       |
| * aya 'irmã'                              | ay                                                     |
| * -i (t, l) 'sufixo verbal 2DL'           | -isto                                                  |
| * iman 'piolho'                           | iman                                                   |
| * imbi 'nome'                             | yb                                                     |
| * -é '2/3 de sufixo verbal duplo'         | -isto                                                  |
| * k (aw, o) nan 'sombra / espírito'       | kawnan 'espírito dos mortos'                           |
| * k (o, u) ma (n, ') [V]' pescoço, nuca ' | koŋam (metath.) (cf. Kobon uŋam, perda de * k regular) |
| * kakV- 'continue no ombro'               | kak-                                                   |
| * kamb (a, u) u [na] 'pedra'              | kab [kamp]                                             |
| * kanim 'cuscus'                          | kmn "mamífero de caça (genérico)"                      |
| * parentes (i, u) [m] - 'sono'            | kn- [kɨn]                                              |
| * tipo 'raiz'                             | kdl [kɨndɨl]                                           |
| * kinV- 'dormir'                          | kn-                                                    |
| * kumut, * tumuk 'trovão'                 | tumuk                                                  |
| * kumV- 'die'                             | kum-                                                   |
| * m (o, u) k 'leite, seiva, mama'         | muk (Ti dial. mok)                                     |
| * não '                                   | ma-                                                    |
| * ma (n, k, L) [a] 'terra'                | cara                                                   |
| * maŋgat [a] 'dentes'                     | meg [meŋk]                                             |
| * maŋgV 'objeto redondo compacto, ovo'    | magos                                                  |
| * mapVn 'fígado'                          | mapn                                                   |
| * mbalaŋ 'chama'                          | malaŋ, maŋlaŋ                                          |
| * mbapa 'pai'                             | bapi                                                   |
| * mo [k, 'g] Vm' junta '                  | mogm                                                   |
| * muk 'cérebro'                           | muk                                                    |
| * leite de muk                            | muk (Ti dial. mok)                                     |
| * mund-maŋgV 'coração'                    | mudmagi                                                |
| * mV 'taro'                               | m                                                      |
| * mVkVm 'mandíbula, bochecha'             | mkem 'bochecha'                                        |
| * mVn [a] - 'seja, viva, fique'           | md-                                                    |
| * n (o, u) homem 'mente, alma'            | noma "alma"                                            |
| * na '1SG'                                | -n-, -em 1SG subj. acordo'                             |
| * niman 'piolho'                          | iman                                                   |
| * nok 'water'                             | ñg                                                     |
| * nu '1PL independente'                   | -nu-, -un 'lPL subject contract'                       |
| * nV 'criança'                            | "filho"                                                |
| * nVŋg- 'saiba, ouça, veja'               | ng- (dialeto Ti), "ver, perceber etc."                 |
| * 'a' [a] 'bebê'                          | -aa 'bebê'                                             |
| * panV 'feminino'                         | pañ 'filha'                                            |
| * sambV 'nuvem'                           | seb [semp]                                             |
| * história, música '                      | "música das mulheres"                                  |
| * saŋgil 'mão, dedo'                      | (?) sagla 'dedo mindinho'                              |
| * si (m, mb) (i, u) 'coragem'             | sb [sɨmp]                                              |
| * sisi                                    | ss [sɨs] 'urina'                                       |
| * sVkVm 'fumaça'                          | skum, sukum                                            |
| * takVn [V] 'lua'                         | takn [taɣɨn]                                           |
| * tu 'ax'                                 | tu                                                     |
| * tuk- 'corte'                            | tk- 'cortar'                                           |
| * tumuk, * kumut 'trovão'                 | tumuk                                                  |
| * tVk- 'corta, corta'                     | tk- "cortar, cortar"                                   |
| * -un '1º sujeito plural'                 | -un                                                    |
| * -Vn '1SGsubj agrmt'                     | -n, -in                                                |
| * testículos de walaka                    | andar de barco                                         |
| * wani 'quem?'                            | a                                                      |
| * wati 'fence'                            | wati                                                   |
| * yaka 'pássaro'                          | yakt                                                   |

## Verbos
Kalam tem oito categorias (tempo-aspecto-clima-modo). Existem quatro tempos passados, dois presentes e dois futuros, todos marcados com sufixos:
- habitual passado
- passado remoto (ontem ou anterior)
- passado de hoje
- passado imediato
- presente habitual
- presente progressivo
- futuro imediato
- futuro

O Verbo intransitivo em Kalam pode ser classificado como ativo ou estático. Alguns verbos intransitivos ativos são:
- estou indo
- kn  sleep '
- jak- "levante-se, dance"
- kum- "morra, deixe de funcionar"

Alguns verbos estáticos são:
- pag- (das coisas) quebrar, ser quebrado '
- sug- (de um incêndio) apaga-se '
- queimar, ser queimado, totalmente cozido '
- wk- "(de objetos e superfícies sólidas) racha, estouram, quebram"

A transitividade se deriva usando-se em construção de verbos em série por meio causativo ou causa-efeito..
(1)
| pak | sugerindo | - combater \|\| extinto |
"Apagar o fogo"
2)
| pak | sem | - combater \|\| quebrado |
'Bata algo em pedaços, quebre algo'
(3)
| pug | sugerindo | - golpear \|\| extinto |
'Apague uma chama'
4)
| puŋi | perguntar- | - furar \|\| aberto |
"Valorize algo em aberto"
(5)
| puŋi | lak- | - furar \|\| Dividido |
"Divida algo com o calço ou com a alavanca"
(6)
| taw | pag | yok- | - | pisar | quebrado | deslocado |
'Interrompa algo pisando nele'
(7)
| kluk | yok- | - | cortar | goivagem | deslocado |
'Arrancar algo'

## Substantivos

### Compostos
Alguns exemplos de compostos nominis do Kalam:
(1)
bin-b
mulher-homem
'pessoa pessoas'
2)
ña-pañ
filho filha
'Criança, criança'
(3)
aps-basd
avó avô
'avós'
4)
ami-gon bapi-gon
mãe-filhos pai-filhos
'Família nuclear, pais e filhos'
(5)
kmn-as
game.mammal-small.wild.mammal
"Mamíferos selvagens"
(6)
kaj-kayn-kobti
porco-cachorro-casuar
"Animais grandes"
(7)
kmn-kaj-kobti
game.mammal-pig-cassowary
'Animais que fornecem carne com valor cerimonial'
(8)
mñ-mon
vinha
'Terra, país, território, mundo'
(9)
| kneb | ameb | owep | wog | wati | gep | - | dormindo | indo | vindo | jardim | cerca | fazer |
'atividades diárias'

### Animais
A classificação da fauna (taxonomia popular) na língua Kalam foi extensivamente estudada por Ralph Bulmer e outros. Os Kalam falantes classificam os mamíferos selvagens em três categorias principais:
- kmn "mamíferos de caça, mamíferos selvagens maiores": cangurus, wallabies, cuscuses, gambás de rabo de boi, ratos gigantes e bandicoots
- como "pequenos mamíferos selvagens": a maioria dos ratos-do-mato, planadores de açúcar e gambás-pigmeus (incluindo os "pogonomys", "" melomys "e" Phascolosorex dorsalis "[6])
- kopyak ‘dirty rats’ (Rattus’‘spp.[6])

Other animal categories are:
- yakt 'pássaros e morcegos voadores'
- kobti 'casuar'
- kaj 'porcos' (anteriormente incluindo gado, cavalos e cabras quando encontrados pela primeira vez pelo Kalam)
- kayn "cachorros"
- soja 'certas cobras'
- yñ skinks s '

Os nomes de roedores incluem: 
- Ratazana (Rattus exulans’‘,’‘Rattus niobe’‘,’‘Rattus ruber’‘) - kopyak ~ kupyak
- Rato de jardim (Rattus ruber) - kopyak gulbodu
- Rato-de-focinho-longo (‘‘Rattus verecundus’‘) - sjaŋ
- Rato pequeno da montanha (‘‘Rattus niobe’‘) - katgn
- Rato de cauda preênsil (Rato gigante de cauda Bush,’‘Pogonomelomys sevia’‘) - ymgenm ~ yamganm, beŋtud, gtkep
- Rato gigante de bambu (Rato lanoso de Rothschild) (‘‘Mallomys rothschildi’‘) - mosaico; aloñ, kabkal, maklek
- Rato-gigante (Hyomys goliath) - mumuk
- Rato Grassland Melomys (‘‘Melomys rufescens’‘) - alks
- Rato de Lorentz (Melomys lorentzii, Melomys platyops) - caneca; moys (‘‘M. lorentzii’‘espalha’‘Pandanus julianettii’‘(todas as sementes), de acordo com o Kalam)
- rato que se alimenta de nozes pandanus (‘‘Anisomys imitator’‘) - gudi-ws ~ gudl-ws
- Rato de árvore gigante das montanhas (‘‘Uromys anak’‘) - abben
- Rato de árvore gigante da planície (‘‘Uromys caudimaculatus’‘) - kabkal
- Rato-d'água-da-montanha (‘‘Hydromys shawmayeri’‘) - kuypep kuykuy-sek
- Waterside Rat (‘‘Parahydromys asper’‘) - godmg, ñabap
- Rato sem água (`` Crossomys moncktoni’‘) - kuypep
- rato pequeno, encontrado perto de propriedades - walcegon

Os nomes marsupiais incluem: 
- ’‘Pseudochirops corinnae’‘(Ringtail dourado ou estacionário) - wcm; puŋi-mdep; wlpog
- ’‘Pseudochirops cupreus’‘(anel de cobre) - ymduŋ; careca, kagm, kas-gs, tglem-tud
- ’‘Pseudochirulus forbesi’‘- (Ringtail pintado) - skoyd; boñay
- ’‘Cercartetus caudatus’‘(gambá pigmeu) - sumsum
- ’‘Dactylopsila palpator’‘(gambá listrado da montanha, Triok de dedos longos) - blc
- ’‘Echymipera’‘sp. -? yaked
- ’‘Phalanger carmelitae’‘(Cuscus da Montanha Negra) - esqueleto? yng-tud
- ’‘Phalanger gymnotis’‘(Ground Cuscus) - madaw; ket-ketm, kñm
- ’‘Phalanger maculatus’‘- aklaŋ; aklaŋ kawl-kas-ket, aklaŋ pk, gabi, takp
- ’‘Phalanger orientalis’‘-? madaw,? takp

Phalanger permixteo -? kmn sbi
- ’‘Phalanger sericeus’‘(Cuscus de seda, Cuscus de faia) - atwak; añ, beŋ-tud
- ’‘Phalanger’‘sp. - sbi, bocejou
- ’‘Spilocuscus maculatus’‘- takp
- ’‘Microperoryctes longicauda’‘(Bandicoot de cauda longa) - wgi; amgln, weñem
- ’‘Peroryctes raffrayana’‘(Hunting Bandicoot) - pakam
- ’‘Phascolosorex dorsalis’‘- aln; também pode se referir a’‘Antechinus melanurus’‘(Rato Marsupial)
- ’‘Dasyurus albopunctatus’‘(Quoll da Nova Guiné, Gato Marsupial) - suatg
- ’‘Dendrolagus goodfellowi’‘(Canguru-arborícola) - kabacp, kabcp
- ’‘Petaurus breviceps’‘(Sugar Glider) - aymows, kajben, yegaŋ
- ’‘Thylogale brunii’‘(Bush Wallaby) - kutwal ~ kotwal
- ’‘Dorcopsulus vanheurni’‘(canguru pequeno da floresta, canguru comum da floresta) - sgawReptile names and folk taxonomy in Kalam:[8]
- ’‘'yñ'‘‘: répteis
  - ’‘'yñ yb'‘‘: pequenos lagartos familiares
    - ’‘'yñ ladk'‘‘: lagartixa
    - ’‘'yñ yb'‘‘: skink
      - ’‘'yñ yb'‘‘: skinks coloniais
        - ’‘'kls'‘‘:’‘Papuascincus stanleyanus’‘, Skink comum
        - ’‘'barbudo'‘‘:’‘Papuascincus stanleyanus’‘, skink de cauda vermelha
        - ’‘'mas'‘‘:’‘Emoia’‘spp., skinks (incluindo’‘Emoia baudini | E. baudini’‘[mais comum],’‘Emoia pallidiceps | E. pallidiceps’‘, e talvez também’‘Emoia kordoana | E. kordoana’‘)

      - ’‘'yñ ladk'‘‘: skinks não coloniais
        - ’‘'sydn'‘‘:’‘Prasinohaema prehensicauda’‘, Casuarina skink
          - ’‘'km sydn'‘‘: Casuarina verde skink
          - ’‘'sydn mlep'‘‘: Casuarina marrom skink

        - ’‘'mañmol'‘‘:’‘Prasinohaema flavipes’‘, Árvore skink
        - ’‘'pymakol'‘‘:’‘Lobulia elegans’‘, faia skink
        - ’‘'mamŋ'‘‘:’‘Sphenomorphus darlingtoni’‘, Begônia skink
        - ’‘'komñ'‘‘: Sphenomorphus jobiensis |’‘Sphenomorphus’‘sp.nr. "jobiensis", Bush skink
        - ’‘'ñgñolom'‘‘:’‘Sphenomorphus leptofasciatus’‘, Skink em faixas
        - ’‘'uau'‘‘:’‘Lepidodactylus’‘sp., lagartixa comum

  - ’‘'yñ ladk'‘‘: répteis que não sejam pequenos lagartos familiares
    - ’‘'aypot'‘‘:’‘Hypsilurus nigrigularis’‘, lagarto dragão
    - ’‘'wbl'‘‘:’‘Varanus’‘spp.
      - ’‘'wbl km'‘‘:’‘Varanus prasinus’‘, monitor Emerald
      - ’‘'wbl yb'‘‘:’‘Varanus indicus’‘, Monitor de água

    - ’‘‘‘‘‘': cobras
      - ’‘soyŋ; ñom’‘': cobras relativamente inofensivas
        - ’‘'clã'‘‘:’‘Chondropython viridis’‘, python verde
        - ’‘'soyŋ'‘‘: cobras comuns,’‘Tropidonophis montanus’‘,’‘Toxicocalamus loriae’‘, etc.
          - ’‘'soyŋ yb'‘‘
          - ’‘'soyŋ pok'‘‘: cobra avermelhada
          - ’‘'soyŋ mosb'‘‘: cobra verde escura

      - ’‘'sataw'‘‘: serpentes aterrorizantes
        - ’‘'ymgwp'‘‘:’‘Python (gênero) | Python’‘spp.
        - ’‘'nm'‘‘:’‘Pitão amethistinus’‘, Pitão gigante
        - ’‘'jjoj'‘‘: cobra sp.
        - ’‘'codkl'‘‘:’‘Acanthophis laevis’‘, Adicionador de morte (?)
        - ’‘'sataw'‘‘:’‘Micropechis hehe’‘, cobra de olhos pequenos (?)

outros répteis aterrorizantes
Tipos de sapos em Kalam:
- ’‘Litoria angiana’‘(vários fenótipos): komnaŋat, jejeg, (jejeg) pkay, kawag
  - ’‘komnaŋat’‘: verde brilhante polimorfo; geralmente encontrado em’‘Saurauia’‘spp. e 'Ficus dammaropsis'‘‘
  - ’‘kawag’‘: polimorfo verde escuro ou preto
  - ’‘jejeg’‘: quatro tipos:
    - ’‘jejeg pkay’‘: polimorfo com barriga avermelhada
    - ’‘jejeg mj-kmab’‘ou’‘jejeg km’‘: polimorfo verde-claro
    - ’‘jejeg mlep’‘: polimorfo marrom opaco
    - ’‘jejeg mosb’‘: polimorfo preto
- ’‘Litoria arfakiana: daŋboŋ
- ’‘Litoria modica’‘(ou’‘Litoria becki’‘[7]): wyt
- ’‘Litoria micromembrana’‘: kosoj
- ’‘Litoria bulmeri’‘: kogop
- ’‘Nyctimystes disruptus’‘: kwyos, gepgep
  - ’‘kiwos’‘: polimorfos de barriga vermelha [7]
- ’‘Nyctimystes foricula’‘: gojmay (também bin-pk [7])
- ’‘Nyctimystes kubori’‘: kwelek
- ’‘Nyctimystes narinosus’‘: mabas
- ’‘Nyctimystes’‘sp .: kabanm
- ’‘Oxydactyla brevicrus’‘: kabanm
- ’‘Cophixalus parkeri’‘: kabanm [maduro], lk (incluindo bopnm) [imaturo]
- Cophixalus riparius: gwnm
- ’‘Cophixalus shellyi’‘: gwnm sbmganpygak
- ’‘Choerophryne variegata’‘: lk (incluindo bopnm)
- ’‘Asterophrys’‘sp .: gwnm
- ’‘Xenorhina rostrata’‘: gwnm
- ’‘Barygenys’‘sp .: gwnm sbmganpygak
- ’‘Papurana grisea’‘: akpt, cebs

Note: ’‘Cophixalus shellyi,’‘Choerophryne darlington’‘e’‘Oxydactyla brevicru’‘também tendem a ser identificados pelos falantes Kalam como’‘lk’‘se chamados de vegetação baixa, mas como’‘gwnm’‘(geralmente aplicado a’‘Cophixalus riparius’‘e’‘Xenorhina rostrata’‘) se encontrado durante o dia ponto s.
As categorias de plantas incluem:
- ’‘mon’‘'árvores e arbustos' (excluindo Arecaceae - palmeiras]] e Pandanus); por exemplo,’‘bljan’‘‘‘‘Macaranga’‘spp. 'é um' mon 'que possui quatro tipos nomeados
- ’‘mñ’‘'videiras e trepadeiras robustas'

## Semântica

### Cores
Kalam falantes  distinguem mais de doze catagoriasde cores.
- tud 'branco, de cor clara'
- som ‘cinza, esp. de cabelo '
- tun cinza cinza claro; cinza'
- mosb "preto, de cor escura"
- lkañ ‘vermelho / roxo; sangue'
- pk ‘laranja / marrom avermelhado brilhante / marrom amarelado brilhante / amarelo rico; maduro'
- sml "marrom vermelho-marrom / amarelo brilhante"
- waln 'yellow'
- mjkmab "verde"
- ksk verde, verde pálido, verde-amarelo; verde (de fruta) '
- lban verde rico, brilho; suculento ou maduro (de folhagem) '
- gs "marrom opaco, verde ou verde-oliva"
- mlp colorido cor de palha; murcha (de folhagem) '
- muk 'azul'
- sŋak "cinza-azulado, como argila azul-cinza"
- kl "listrado, manchado, manchado"

### Datas
Pawley e Bulmer (2011), citado em Pawley e Hammarström (2018), lista os seguintes advérbios temporais em Kalam.
- mñi 'hoje'
- toy 'amanhã'
- (toy) menk 'depois de amanhã'
- toytk 'ontem'
- menk atk 'anteontem'
- goson 'daqui a três dias'
- goson atk "há 3 dias"
- ason 'daqui a quatro dias'
- ason atk '4 days ago'
- goson ason 'daqui a 5 dias'
- goson ason atk '5 dias atrás'